# 테오둘 빙하
테오둘 빙하(Theodul Glacier, 독일어: Theodulgletscher, 프랑스어: Glacier du Théodule, 이탈리아어: Ghiacciaio del Teodulo)는 알프스의 빙하로, 발레주의 체르마트 남쪽에 있다. 그것은 상부 분지가 이탈리아 아오스타 계곡 지역과 접하고 있지만, 스위스 페나인 알프스 쪽에 있다. 빙하는 브라이트호른의 서쪽에서 내려온다.(4,164m) 간데크 위에서 두 개의 분기 지점으로 나뉜다. 상부 테오둘 빙하, 푸르크 빙하 및 하부 테오둘 빙하와 함께 트로케너 슈테이크 근처의 높은 고원에 유출, 고르너 빙하 위의 약 2,500m 높이에 도달한다. 두 가지 모두 고르네라, 마터피스파 및 피스파강을 통해 론 분지의 일부이다. 쪼개지는 빙하보다 약간 높은 곳에 스위스와 이탈리아의 국경을 넘어 체르마트를 연결하는 테오둘 고개가 있다. 브루일-체르비니아. 서쪽에서 마터호른은 테오둘 빙하를 내려다 본다.
약 1980년대까지 하부 테오둘 빙하는 여전히 고르너 빙하와 그 지류 중 하나와 연결되어 있었다.
테오둘 빙하의 상부 부분은 브라이트호른 고원이라고 불리는 약 3,800m의 평평한 고원으로 구성되어 있다. 고원은 브라이트호른, 고바 디 롤린(Gobba di Rollin) 및 클라인 마터호른 사이에 있다. 브라이트호른 고개(3,814m)는 고바 디 롤린(프랑스어: Bosse de Rollin)에서 브라이트호른을 분리한다. 3,795m 높이의 능선은 고바 디 롤린과 클라인 마테호른을 사이에 있다. 클라인 마터호른과 브라이트호른 사이에는 클라인 마터호른 빙하라는 이름의 독특한 빙하가 있으며, 약 3,000m에서 하부 테오둘 빙하와 합류한다. 브라이트호른 고원 지역은 체르마트와 클라인 마테호른을 연결하는 여러 케이블카로 쉽게 접근할 수 있다.
약 3,500m에는 "얼음"을 의미하는 발도탱 방언 용어 Rouése에서 이름이 유래된 로사 고원이 있다(근처 몬테로사의 경우). 이 지역은 해발 3,479m의 테스타 그리기아(프랑스어: Tête grise)와 클라인 마테호른 사이에 있으며 테오둘 고개의 남쪽과 약간 위쪽에 있다. 테스타 그리기아의 남동쪽에는 북벤티나 고개(3,445m)라는 능선이 있다. 이 지역은 또한 브레일-체르비나와 테스타 그리기아를 연결하는 여러 케이블카로 쉽게 접근할 수 있다.
빙하의 대부분은 마테호른 빙하 천국으로 판매되는 연중 스키 지역의 일부이다.a 유럽에서 가장 높고 세계에서 가장 큰 여름 스키장으로 21km의 피스트가 준비되어 있다. 정점은 고바 디 롤린의 정상에 있고 가장 낮은 곳은 트로케너 슈테이크 위에 있다. 마터호른 빙하 파라다이스는 체르마트와 버레일-체르비나의 스키장을 연결한다. 스키 리프트는 트로케너 슈테이크, 테오둘 고개, 테스타 그리기아, 클라인 마테호른 및 고바 디 롤린을 연결한다. 또한 체어리프트는 트로케너 슈테이크와 테오둘 고개 북쪽의 푸르크샤텔(Furggsattel, 3,349m)을 연결한다.
최근에 트로케너 슈테이크 서쪽의 상부 테오둘 빙하 바닥에 여러 호수가 형성되었다. 테오둘빙하호(Theodulgletschersee)라고 명명된 가장 큰 것은 폭이 7.76ha이고, 해발 2,851m의 고도에 있다. 4ha가 넘는 스위스에서 가장 높은 호수 이자 체르마트 계곡에서 가장 큰 호수이다. 두 번째로 큰 푸르크 호수(Furggsee)는 너비가 2.57ha이고 높이가 2,874m이다.